# Monolatria
Monolatria ou monolatrismo (do grego: μόνος, transl. monos, "único", e λατρεία trans. latreia, "adoração") é a crença na existência de muitos deuses, mas com adoração consistente em apenas uma divindade. O termo "monolatria" foi talvez usado pela primeira vez por Julius Wellhausen.
Monolatria se distingue do monoteísmo, que afirma a existência de um único deus e hipnismo, um sistema religioso no qual o crente adora um deus sem negar que outros possam adorar diferentes deuses com igual validade.
Ocorre geralmente no monoteísmo, onde se dá a adoração de uma só divindade, embora não implique sempre em henoteísmo. Por exemplo, pode-se observar que, no início da história do povo hebreu, a partir da análise da própria narrativa bíblica, era comum a prática da monolatria, em que determinados personagens, embora admitindo a existência de outros deuses, eram devotos de Javé, seja por temor ou fidelidade, seja por outro motivo qualquer. Essa prática era ao mesmo tempo henoteísta, pois eles criam na supremacia do deus hebreu, ao mesmo tempo que aceitavam a existência de outros deuses. Depois dessa fase inicial dos hebreus (politeísta, monólatra e henoteísta), o culto hebraico evolui para a prática monoteísta, em que os demais deuses são considerados falsos, inexistentes. Atente-se para o fato de que a monolatria está pautada no conceito de adoração, de maneira que no monoteísmo como no politeísmo ela pode existir, bastando que o culto se verifique em relação a somente uma entidade divina. Em um segundo momento, o henoteísmo está fundado no conceito de supremacia e hegemonia de um deus em relação aos demais, de modo que entre gregos e romanos, Zeus (ou Júpiter) era considerado superior aos demais deuses.
Entre eles, pagãos por excelência, havia também a devoção a um só deus, entre tantos outros, o que não implicava a ideia de que o deus escolhido fosse superior aos demais ou a Zeus/Júpiter; a devoção geralmente se dava pela proximidade familiar que se acreditava ter em relação àquele deus.
Talvez o caso mais famoso de monolatria tenha sido o culto ao deus Áton, suprimindo os demais, pelo faraó Aquenáton, porém essa monolatria foi adotada na nobreza e na realeza, e não a toda população.
Muitas vezes também o foco da adoração se desloca para uma figura humana, um governante, rei, imperador, ao qual se atribuem qualidades divinas, o que pode caracterizar monolatria.